# 津和野川河川景観整備
津和野川河川景観整備（つわのがわかせんけいかんせいび）は、
1991年から1996年にかけて、島根県鹿足郡津和野町を流れる高津川水系津和野川において実施された環境護岸や落差工などの河川整備事業。事業主体は島根県津和野土木事務所（現：益田土木建築事務所津和野土木事業所)。護岸事業の規範事例とされている。しまね景観賞(1996年)、2002年 土木学会デザイン賞優秀賞などを受賞した。

## 経緯と変遷
津和野川は、山並みに囲まれたこちんまりとしたスケールの盆地に位置し、それゆえ小京都とも称される津和野町のほぼ中心部を流れている。津和野は江戸や明治の面影をいまだに色濃く残す旧城下町であり、森鷗外や明治の思想家西周を輩出した文化人の町でもある。さらに石州瓦の墓の波が印象的な景観をなし、多くの観光客がその魅力に惹かれて津和野を訪れる。
なぜ津和野川を整備しなければならなかったのかは、河積が不足していて、洪水を溢れさせることなく安全に流すことができないからであった。洪水となっても被害を受けないようにするためには様々な方法があるが、津和野川において当該事業区間は町の中心部で、この区間では河床掘削という方法が採用されていた。この河床掘削案を採用すれば、必然的に護岸を作り直す必要にせまられるわけで、このため改修に件ってどう護岸を整備するかが求められていたのである。
整備にかかわった篠原修は、1991年夏から津和野川のデザインに取りかかり、以後8年の長きにわたって設計を務める岡田一天と津和野に通い続けることとなったいきさつを、自著『土木デザイン論』（東京大学出版会、2003年）に挙げている。これによると、「ある時急に島根県庁の人から電話がかかってきて、お訪ねしたいと言う。建設省河川局の関さん（関正和）からの指示だと言う。会って話を聞いてみると、あるコンサルタントの設計によって県が津和野川の護岸を整備し（後で現場に行ってみると丸山橋下流の区間であった）、引き続き今年度もよろしく、と話しに行くと、関さんにダメだと言われたとのことであった。関さんは長年川に川本来の姿を取りもどそうと努力してた人物で、より具体的に言えばコンクリート護岸をやめて近自然型工法を取り入れようと推進してきた省内のリーダー格だった。」という経緯で、このとき事業者の島根県は、国（建設省）から「ふるさとの川整備事業」を採択していた。施工されてでき上った護岸は篠原によると、ただ単に川石を積み上げた代物で、これではダメを出すのをもっともだと思ったという。
そして完成予想パースから、当初プランの欠陥は少なくとも三つあると考え、さらに原因は現状の縦割り的な行政では無理からぬと思える点と、デザイン力不足によるとした。
欠陥のひとつは、当初のプランを立てたエンジニアが簡単に言えば勉強不足で、津和野川の随所に現れている伝統的な型を踏まえなかった点を挙げる。津和野大橋の上流部を観察すると、津和野川の護岸は角ばった山石の空積となっていることが容易にわかり、丸山橋下流の際に施工したような川石（玉石）ではなかったという。もっともこれは川により、また同じ川でも上・中・下流の州により、何が護岸の基本の型であるのかはそのときどきで異なるが、それでこそ川の多様性は保証されているのだとしている。
もうひとつの欠陥として短絡的な親水志向を示す。従来型の整備で、ある同一断面を区間全体に適用し、そこに河川敷に降りる階段を付けるという、これでは川の空間に変化は生まれようもないし、風景としていかにも単調になっている点で、篠原は「おそらく設計、計画を担当した建設コンサルタントのエンジニアには手抜きの意識はなく、行政の指示にしたがって型通りに作業を進めただけだと言うのだろう。」としたうえで、「しかし、このような意識に留まっていでは、新しい、思い川の中間は生まれるはずもない。」と感じていた。
そして、プランの最大の欠陥として河川敷内への閉じこもりを指摘する。これは河川管理者が自らの力で何とかできる範囲内でプランを立て、デザインしようとする姿勢から生ずる縦割り行政的な発想の欠陥を挙げる。この発想でプランを作りデザインを行うと、いきおいそれは道路や橋、より広く言えば間と切れた自己完結性の強すぎる川となり、利用しにくい空間、周辺から浮いた川の風景となってしまうため、川の空間をもっと周囲に開いたものとし、道や橋や建築と有機的につながなければならない、そうすることによって初めて、川が本来持つ、のびやかな空間ができるとした。
こうして津和野川のデザインの課題は、町の裏側になっていた川を表の空間とすること、川と通りを結ぶこと (川と町をつなげること）、さらに川を町を回遊する散歩道の基軸にすることで、そのために、津和野の目抜き通りであり、もっとも観光客でにぎわう殿町通りと川との接点、津和野大橋の左岸側に橋詰広場を確保し、さらに殿町通りに面する旧藩校の養老館の裏庭を買収して河川区域にとりこみ、ゆるやかなスロープの芝生広場として養老館敷地と川の空間を一体化している。この橋詰広場と芝生広場は、イベントにも利用できる晴れやかな空間として構想されている。広場の舗装や右岸側護岸パラペットの壁には、地場材である石州瓦を仕上げに用いている。
そして篠原は『建設業界』1996年11月号において、「津和野を良くするために、津和野川を“まち”と結んで観光津和野のもうひとつの顔とするために、橋詰に広場が、養老館裏に大きな芝生の広場が、その土地が必要なのです」と、県庁とその出先の土木事務所、町役場の人たちを前に小さな演説をしたという。そして県と町の人たちの努力によって整備がなされた橋詰広場には多くの観光客が憩い、記念撮影を楽しみ、大きな芝生の広場では子供たちが駆け回っていることで、川は川、橋は橋、「まち」は 「まち」、という具合に「バラバラにやっていたのでは良いものはできない。その失敗を繰り返したくないと痛切に思っていたからである。」という。
一方、津和野大橋喬上流側は、主に地元の人たちの日常的な利用に応える空間として、太鼓谷稲荷前広場や小さな桜の広場、河川敷内に設けられた「出会いの広場」や河原の広場など小さなオープンスペースを点在させ、最上流部には子どもの水遊びと生態系に配慮した落差工を設けている。
護岸構造はコンクリートを裏込めに用いた自然石練積みであるが、意図的に深目地としてコンクリートを目立たぬようにするとともに、土がたまって草がつきやすいようにしている。引き締まった印象の外観を得るため、勾配は三分とあえてきつめにされている。
施工面では、設計陣が江戸時代からの護岸の伝統を継承して山石を使う際、下は大きく、上にいくに従って小さくという自然石埋込みの指示をする。当初は露骨に現場で嫌な顔をされ、しばらくして施工現場を見にいくとワイヤークレーンで石を一つずつ吊って、2、3人の作業員がそれをコンクリート護岸に丁寧に一つひとつ埋め込んでおり、これでは現場が嫌な顔をするわけであるとみていたが、極めてめんどうな作業ができ上がってみると立派な護岸となるのが、施行者側にも得心のいくものに仕上がったことから、その嫌な顔は次の年には活き活きとした顔に変わったという。
このほか、途中から急に皇太子御成婚記念の鷺舞のモニュメント設置が浮上し、これを巡って彫刻家とやり取りをし、県の土木事務所の担当者と地元山口線鉄橋上流部の再設計や設計者同士の論争などもあったというが、論争を経るごとに土木事務所の担当者や現場の作業員たちも着実に進歩し、工事のほうも着々と成果を積み重ねていったという。
なお、津和野では川の整備が一段落したのち、 殿町通りの整備、川沿いの鴎外記念館（宮本忠長設計）、津和野駅近くに安野光雅美術館、上流右岸側に道の駅「なごみの里」など、 さらなる施設整備とまちづくりを展開させている。

## 諸元など
- 設計指導：篠原修
- 設計：プランニングネットワーク（岡田一天）、大建コンサルタント、出雲グリーン
- 施工 : 栗栖組
- 設計期間：1989年から1996年
- 施工期間：1989から2002年
- 諸元
  - [護岸] 右岸/自然石積護岸(3分勾配、深目地仕上げ) , 左岸/水辺テラス付緩勾配芝斜科面(2割から7割勾配)
  - [バラベット] 側面石州瓦小端積み。天端笠石据付自然石積
  - [広場] 橋詰広場/瓦タイル、自然石平板、ケヤキ植栽 河畔の桜の広場/自然石平板。サクラ植栽、自然石車止め、太鼓谷稲荷前ポケット広場/瓦タイル、自然石平板、綠台ベンチ
  - [落差工] 湾曲平面型2段落差工（全落差高H=2.3m）、上段/コンクリート平滑面仕上げ（h=1.0m  1.5割勾配）、下段/自然石埋込仕上げ（h=1.3m  1.25割勾配）

## 参考
- 土木デザイン研究委員会報告書『 土木デザインの実践的理念と手法に関する研究・調査 』
- 川 の 可 能 性 を い か す
- 津和野川　河川景観整備 景観開花。2006 / 景観・構造事例紹介
- 御代田 和弘 まちづくりとしての川づくり
- 検討のための参考資料集
- 河川環境管理財団ニュース. (32)  (河川環境管理財団, 2009年1月号)
- 12｜小野寺康のパブリックスペース設計ノート　Engineer-Architects Association
- 第Ⅲ編 公共施設色彩設計の考え方
- http://imai-aud.co.jp/chudaikeikan/13k.pdf

### 典拠
- 並木義和（2010）周辺地域との関わりに着目した水辺空間整備に関する研究　2010 年度 修士論文　早稲田大学
- 後藤祐樹・篠原修（2006）景観整備事業に関する複合的事後評価手法の研究～津和野川をケーススタディに～
- 池田大樹・篠原修・逢澤正行（1996）粗度が大きい緩勾配斜路における流水表情 土木計画学研究・論文集　1996年 13 巻 503-509
- 逢澤正行・篠原修（1998）水理学的知見に基づく落水表情と流水表情の予測手法 土木学会論文集 1998年 1998 巻 590 号 51-62
- 小栗ひとみ[他] (2014)「まちづくり効果」を高める公共事業の進め方(案) : 公共事業における景観配慮の事例に学ぶ　国土技術政策総合研究所資料. (808)
- インフラの評判 観光客と住民が共存する川辺--津和野川の整備/島根県津和野町：日経コンストラクション (370),  2005年2月25日号
- 福井恒明　土木が創り出す景観-景観に配慮した公共事業
- 鶴田舞・萱場祐（2017）河岸の横断面形状に着目した空間利用ポテンシャル評価指標の提案